# 仙台市消防ヘリポート
仙台市消防ヘリポート（せんだいししょうぼうヘリポート）は、宮城県仙台市若林区荒浜にあった非公共用ヘリポート。消防へリポートとしての機能は、2013年に「仙台空港」に移転しており、現在跡地は、仙台市消防局荒浜訓練場となっている。訓練場としてのヘリコプター離着陸は可能である。

## 概要
仙台市消防局が管理しているヘリポートであり、仙台湾に面した防砂林の一角にある。仙台市消防航空隊及び宮城県防災航空隊が拠点を置いていた。かつて仙台市と宮城県の庁舎がそれぞれあり、消防防災ヘリコプターの整備・格納はそれぞれに行っていた。
また当時、仙台市消防局では、ヘリポート内に若林消防署荒浜航空分署を設置しており、救助工作車、消防ポンプ車、高規格救急車を置いて、近隣地区の消防活動の拠点ともなっていた。
2011年3月11日、東北地方太平洋沖地震に伴う東日本大震災による大津波に襲われ、県の防災航空隊のヘリコプターや市の消防車両が津波に流されて使用不能となるなど壊滅的な被害を受けた。仙台市消防航空隊の2機のヘリコプターだけが津波の来る直前に飛び立ち、避難誘導や救出活動にあたっている。
- 仙台市消防航空隊「けやき」
- 宮城県防災航空隊「みやぎ」

## 移転計画
津波で被災したヘリポートを移転する方針を宮城県消防課が打ち出し、2012年8月には新ヘリポートの基本設計業務について一般競争入札を実施している。2016年度に利府町のグランディ21北側の県有林内に移転する方向で検討されていたが、2014年11月、建設費用の高騰が見込まれることから利府への移転を断念し、別の場所への移転を進めるとした。2015年4月、宮城県は仙台市に対し、2017年度移転を目指し、岩沼市下野郷地区の仙台空港隣接地にある県有地への移転を提案した。同年5月、仙台市は宮城県の提案を受け入れる方針を固め、計画では、仙台空港隣接地に格納庫を建設し、仙台市と宮城県で共同利用する。移転後のヘリ離着陸は隣接する仙台空港の滑走路を使用することになった。